# Yousuf Hussain
Yousuf Hussain Mohamed (8 luglio 1965) è un ex calciatore emiratino, di ruolo difensore.